# Pilodeudorix zela
Pilodeudorix zela is een vlinder uit de familie van de Lycaenidae. De wetenschappelijke naam van de soort is voor het eerst gepubliceerd in 1869 door William Chapman Hewitson.
De soort komt voor in Senegal, Guinee-Bissau, Guinee, Sierra Leone, Liberia, Ivoorkust, Ghana, Benin, Nigeria, Kameroen, Gabon, Congo-Brazzaville, Centraal Afrikaanse Republiek, Congo-Kinshasa, Oeganda, Burundi, Tanzania en Zambia.